# 固特异邓禄普轮胎公司诉布朗案
固特异邓禄普轮胎运营公司诉布朗案，Goodyear Dunlop Tires Operations, S.A. v. Brown，564 US 915（2011），是美国最高法院审理的关于全面管辖权（general jurisdiction）问题的一个重要判例，法院裁定固特异及其子公司与北卡罗来纳州之间的联系不足以对这些公司建立全面属人管辖权（general personal jurisdiction）。 

## 事实和程序历史
两名来自北卡罗来纳州的13岁男孩在巴黎郊外的一场巴士事故中丧生。 男孩的父母认为事故是由于固特异轮胎橡胶公司一家外国子公司生产的轮胎存在缺陷造成的，并向北卡罗来纳州法院提起诉讼，要求赔偿损失。 该外国子公司声称北卡罗来纳州法院对它们没有管辖权，并请求驳回诉讼。北卡罗来纳州初审法院驳回了动议，北卡罗来纳州上诉法院维持了原判。 

## 观点
由于该诉讼请求并非在北卡罗来纳州提起，且造成事故的轮胎均未进入北卡罗来纳州，因此法院不能对被告行使特定管辖权。此外，由于子公司仅有一小部分产品在北卡罗来纳州分销，且子公司并未在北卡系统地或持续地开展业务，因此法院不能对针对被告的所有诉请行使全面管辖权。

## 结果
最高法院认为这些外国子公司与北卡罗来纳州缺乏重大联系，因此不具备全面个人管辖权。